# Exécutif des musulmans de Belgique
Pour les articles homonymes, voir Exécutif et EMB.
L'Exécutif des musulmans de Belgique (EMB) a été, de mai 1999 à septembre 2022, l'instance représentative du culte islamique de Belgique. Il a été l’interlocuteur officiel de la communauté musulmane de Belgique auprès des autorités publiques belges.

## Historique

### Reconnaissance du culte islamique
Le culte islamique a été reconnu en Belgique par la loi du 19 juillet 1974, qui a modifié la loi du 4 mars 1870 sur le temporel des cultes. Une première proposition de loi portant reconnaissance de la « religion mahométane » avait été déposée dès 1970. Les autres cultes reconnus sont les cultes catholique, protestant-évangélique, israélite, anglican et orthodoxe. La laïcité organisée est reconnue comme organisation philosophique non confessionnelle, avec un statut proche. Quant au bouddhisme, un subside lui est octroyé depuis 2007 dans le cadre d'un processus de reconnaissance en cours comme organisation philosophique non confessionnelle.

### Création officielle de l'Exécutif des musulmans de Belgique
L'Exécutif des musulmans de Belgique a été reconnu par un arrêté royal du 3 mai 1999. « Il émet des avis concernant les problèmes liés à la représentation de la communauté islamique. Il s'agit surtout de l'enseignement de la religion islamique et de la représentation dans les prisons et les hôpitaux. » (Communiqué de presse du Conseil des ministres du 12 juin 1998).
Dans une certaine mesure, il s'agit de l'équivalent belge du Conseil français du culte musulman, mais avec des compétences plus larges puisque des cours de religion (ou de morale laïque) sont obligatoirement dispensés à raison de deux heures par semaine dans toutes les écoles publiques belges, et que les pouvoirs publics belges financent le « temporel du culte », dont les salaires des ministres du culte (à charge du Service Public Fédéral Justice) et l'entretien des lieux de culte (à charge des provinces ou de la Région de Bruxelles-Capitale en ce qui concerne le culte islamique).
Jusqu'en 2007, seules les deux communes bruxelloises de Molenbeek-Saint-Jean et Saint-Josse-ten-Noode bénéficiaient d'un financement public. Les conseils communaux y avaient voté des budgets symboliques pour divers lieux de culte, notamment musulmans. En 2007, la Région wallonne a procédé à la reconnaissance de 43 mosquées, entraînant un financement de 39 de ces mosquées (les quatre dernières mosquées ne s'étant pas conformées aux dispositions réglementaires) tandis que des mosquées ont également été reconnues en Région flamande et en Région de Bruxelles-capitale.

### Les élections de 1998 et de 2005
Des élections pour une Assemblée générale des musulmans de Belgique ont eu lieu en décembre 1998 (mandat de dix ans) et en mars 2005. Ces dernières ont été boycottées par la majeure partie des musulmans d'origine marocaine et l'Assemblée compte donc un nombre important d'élus d'origine turque proches de la Diyanet (directorat turc des affaires religieuses).
Dans un arrêt du 28 septembre 2005, la Cour d’arbitrage a rejeté le recours en annulation introduit par l’équipe sortante de l’Exécutif des musulmans de Belgique contre les élections de mars 2005, organisées par la ministre de la Justice Laurette Onkelinx (PS).
Un recours auprès de la Cour européenne des droits de l'homme a été envisagé.

## Composition, présidence
Les présidents successifs de l'EMB ont été :
- le Dr Didier-Yacine Beyens (1996-1999) ;
- l'inspecteur des finances Nordin Maloujahmoune (1999-2003) ;
- l'économiste Mohamed Boulif (2003-2005)[2] ;
- l'employé de la Diyanet Coskun Beyazgül (2005-2008), diplômé de l'enseignement religieux turc officiel (lycée İmam hatip) et de l'université libre de Bruxelles, section « philologie et histoire orientales », option islamologie ;
- Semsettin Ugurlu (mars 2008-avril 2014) ;
- Noureddine Smaili (avril 2014-mars 2016) ;
- Salah Echallaoui (mars 2016-mai 2018). Echallaoui était auparavant souvent déjà considéré comme le « décideur de l'ombre » de l'Exécutif[3] ;
- Mehmet Ustun de l'organisation turque Millî Görüş[4] (mai 2018-) ; Salah Echallaoui, réputé propagateur d'un islam modéré, a de bonnes relations avec l'ex-ministre belge de la Justice Koen Geens et reste actif en tant que vice-président[5].

## Désignation des imams des mosquées reconnues
Les imams des mosquées reconnues (un peu moins d’un tiers des mosquées en Belgique) sont désignés par le Conseil des théologiens, instance qui fait partie de l’Exécutif des musulmans. Selon Corinne Torrekens, professeure en sciences politiques et spécialiste des questions liées à l’islam en Belgique, cette organisation reste très obscure.
Cette situation est un terreau fertile pour l'ingérence étrangère. « La Turquie et le Maroc ont organisé de véritables réseaux. L’Afor elle-même était noyautée par le Rassemblement des musulmans de Belgique, proche du pouvoir marocain, et par la Diyanet, le ministère des Affaires religieuses turc », précise la chercheuse.

## Proximité avec l'administration marocaine et gestion de la Grande Mosquée de Bruxelles
En mars 2016, Salah Echallaoui, lié à l'ambassade marocaine, devient président de l'Exécutif des musulmans de Belgique. L'Exécutif, qui conseille les gouvernements belges sur les généreuses subventions qu'ils accordent aux associations islamiques et aux enseignants, est contrôlé par des personnes proches de l'administration marocaine.
En 2018, la Belgique décide de confier la gestion de la Grande Mosquée de Bruxelles à l'EMB, proche du gouvernement marocain, car les deux pays entretiennent des liens solides. Le premier avril 2019, Salah Echallaoui devient le nouveau directeur de la Grande mosquée de Bruxelles. Il affirme que l'Exécutif des musulmans de Belgique « s’engage à assumer ses responsabilités dans le développement et l'expansion d’un islam belge, un islam ouvert ancré dans le contexte démocratique belge et européen. »
Le ministre belge de la Justice Koen Geens souligne que les imams appelés à prêcher dans les futures mosquées reconnues devront posséder un diplôme délivré après une formation spécifique par une Haute école belge ou par une université. Cette obligation sera également à l'avenir une condition pour reconnaître les mosquées en Belgique.
En novembre 2020, les services de sécurité belges s'inquiètent du fonctionnement de la Grande mosquée de Bruxelles. Ils doutent de la capacité de l'Exécutif des musulmans de Belgique, par ses structures loyal envers le Maroc et la Turquie, de s'émanciper de tutelles étrangères. Le lieu de culte est encore soumis à l'ingérence de l'étranger, des ministères des affaires religieuses marocain (Habous) et turc (Diyanet).
Début décembre 2020, le nouveau ministre de la Justice Vincent Van Quickenborne, également chargé des Cultes, appelle à un renouvèlement de tous les organes de l'Exécutif des Musulmans de Belgique et des organisations associées, après avoir émis un avis négatif concernant la reprise des activités de la Grande mosquée.
L'EMB et ses associations apparentées considèrent le discours du ministre comme « une ingérence manifeste dans les affaires du culte islamique ».
Les propos du ministre provoquent une onde de choc, de l'agitation et ont fait éclater au grand jour des dissensions au sein de l'Exécutif des musulmans. Le 15 décembre 2020, le vice-président de l'EMB Salah Echallaoui démissionne de toutes ses fonctions liées à la gestion du culte musulman. Le lendemain, le ministre réagit au micro de Thomas Gadisseux (RTBF) : « L’Exécutif continue de nier l’avis négatif de la Sûreté de l’État. Ce qui est en contradiction avec ce que l’ex-vice-président de l’Exécutif a fait, puisqu’il a démissionné. Puis, j’ai constaté qu’il y a des membres officiels de l’Exécutif qui se sont distanciés de l’Exécutif lui-même. Et je n’accepterai aucune ingérence de pays étrangers, je ne veux pas qu’ils influencent nos musulmans. C’est le cas pour le moment. » Alors qu'un sérieux bras de fer oppose le ministère de la Justice et l’instance musulmane au sujet de la Grande mosquée, l’EMB s’exprime pour apporter son soutien à son ancien vice-président et annoncer que l'Exécutif compte entamer des poursuites judiciaires pour se défendre. Le ministre Van Quickenborne persiste dans la volonté de renouveler les instances de l'Exécutif, mettre fin à l'ingérence étrangère et à l'arrivée d'imams qui viennent d'autres pays, notamment du Maroc et de Turquie.
Salah Echallaoui reste très présent dans les coulisses via le Conseil de coordination des institutions islamiques de Belgique (CIB) dont fait partie le Rassemblement des musulmans de Belgique, organisation financée par le Maroc. Mehmet Üstün, autre responsable de la Grande Mosquée, également président de l'Exécutif musulman, est lié à l'extrémisme,. Le ministre belge de la Justice Vincent Van Quickenborne entame la procédure de retrait de reconnaissance officielle de l'Exécutif, ce qui conduit à la fin de son subventionnement. En mai 2023, le bureau de l’Exécutif des musulmans de Belgique annonce saisir la justice afin de faire cesser ce qu’il considère comme des « ingérences arbitraires » du ministre de la Justice dans l’organisation du culte musulman.

## Subventions
L'Exécutif des musulmans de Belgique reçoit du gouvernement fédéral belge entre 500 000 et un million d'euros par an.
En 2018, l'Exécutif déménage dans le centre de la capitale où il occupe la prestigieuse Maison Hanséatique, une belle demeure patricienne de style Louis XIV, mise à disposition par le Centre public d'action sociale (CPAS) de la Ville de Bruxelles,.
Selon le Ministre-président Rudi Vervoort, en 2021 la Région de Bruxelles-Capitale alloue 230 000 euros de subventions à l'Exécutif musulman de Belgique, en plus d'une contribution de 165 000 euros pour combler un déficit. En outre, il y a trois autres subventions octroyées par la Région de Bruxelles à l'EMB : une première subvention de 130 000 euros par an sert à rémunérer deux salariés qui s'assurent que les dossiers de reconnaissance des mosquées sont en ordre. Ces employés sont également chargés de toutes sortes de tâches administratives résultant de l'officialisation de l'islam à Bruxelles. De surcroît, une subvention de 52 000 euros par an est utilisée pour aider les associations islamiques à gérer et contrôler leurs comptes. Un collaborateur externe affilié à l'Exécutif assure ce contrôle financier et juridique. Une troisième subvention de 50 000 euros, existante depuis 2019, est utilisée par l'EMB pour assurer les frais de sécurité et d'électricité de la Grande mosquée de Bruxelles. Lorsque celle-ci sera officiellement reconnue, il y aura également une nouvelle subvention fixe pour ce bâtiment.
En décembre 2021, à la suite d'une conférence interministérielle consacrée au fonctionnement de l'EMB, le gouvernement fédéral décide de ne pas lui octroyer le subside de 639.000 euros auquel l'Exécutif prétend pour l'année 2022. Le ministre de la Justice Vincent Van Quickenborne a rappelé les problèmes de l'EMB qui se sont accumulés : ingérences étrangères, gestion contestée, accaparement des décisions par quelques membres, etc,.

## Gestion de l'islam en Belgique
Fin décembre 2020, selon l'islamologue Michaël Privot, la gestion de l’islam en Belgique reste « chaotique ». L’ingérence d’États étrangers comme la Turquie, via des institutions comme la Diyanet İşleri Başkanlığı (Présidence des affaires religieuses turques) ou le Milli Gôrüs (organisation islamique européenne basée en Allemagne), et le Maroc, via le Rassemblement des musulmans de Belgique financé directement depuis le Maroc,, est toujours une réalité.
Ces institutions « luttent parfois conjointement ou concurremment pour maintenir leurs sphères d’influence sur les communautés musulmanes de Belgique, essayant de bloquer les initiatives qui pourraient leur nuire. »
Le Maroc et la Turquie ont été placés aux manettes de l'islam belge, mais ont résisté à la volonté des autorités d'agir dans le sens d'une plus grande intégration des musulmans. La Turquie refuse que ses imams officiant dans ses mosquées en Belgique (des fonctionnaires relevés tous les quatre ans) soient payés ou formés sur place, ce qu'elle considère comme une ingérence de l'État belge. Le bilan de l'EMB est jugé fort maigre par Vincent Van Quickenborne. Par exemple, le volet religieux de la formation des imams est resté en panne. Il n'y aurait plus qu'un seul étudiant inscrit, selon le ministre. Celui-ci a reçu « des signaux comme quoi tous les musulmans de Belgique ne se sentent pas représentés par l'EMB ». Il les a appelés « à se soulever ».
Fin janvier 2021, l’Exécutif des musulmans de Belgique reconnaît son manque de compétence et souligne les lacunes de ses représentants. L’institution plaide pour une réforme de ses cadres. Un rapport explique que l'EMB n'est pas assez représentatif de la communauté des musulmans de Belgique. De surcroît, le système basé sur la délégation de représentants des communautés islamiques locales ne fonctionne pas. Conclusion : il faut relever drastiquement le niveau de l’EMB. C'est ce qu'entreprend le ministre de la Justice Vincent Van Quickenborne. Il donne l'impression de vouloir réussir là où Laurette Onkelinx, Annemie Turtelboom et Koen Geens ont échoué.
Le 15 septembre 2022, le ministre, qui affirme n'avoir « jamais connu un tel amateurisme », retire la reconnaissance de l'EMB par l'État.
En juin 2023, Vincent Van Quickenborne sélectionne un projet mené par l'islamologue Michaël Privot visant à créer un nouvel Exécutif des musulmans de Belgique. Cela s'appelle le « Conseil musulman de Belgique » (CMB). Il bénéficie de 700 000 euros de subventions annuelles et a notamment la compétence de former les enseignants islamiques, encadrer les aumôniers, gérer la Grande Mosquée de Bruxelles et les dossiers de reconnaissance des mosquées.

### Difficulté sociologique
Les grandes diversités de l'islam font que, de facto, il y a une difficulté sociologique à mettre en place cette organisation, constate l'islamologue Brigitte Maréchal. L'objectif de l'EMB est d'assurer un rôle administratif et de servir d'interface avec les autorités belges, mais, remarque Maréchal, « l'Exécutif veut se donner une légitimité religieuse avec la mise en place du Conseil des théologiens et ça brouille les cartes. »
Caroline Sägesser, chercheuse au CRISP et spécialiste des cultes, constate que l'EMB n’a jamais bien fonctionné depuis sa création. Selon elle, l’on peut se demander si ce modèle d’un organe représentatif hiérarchisé peut vraiment fonctionner pour l’islam, qui est pluriel.

## Dissolution
En mars 2024, le Tribunal de l’entreprise francophone de Bruxelles prononce la dissolution et la fermeture immédiate du Collège de l’Exécutif des Musulmans de Belgique.

### Note
1. ↑  L'Afor (Académie de formation et de recherche en études islamiques) est une instance de formation des imams, dans le giron de l’Exécutif des musulmans de Belgique.
2. ↑  En 2008, Salah Echallaoui crée le Rassemblement des musulmans de Belgique doté, en 2010, de 302 195 euros par le ministère marocain des Affaires religieuses (Habous) qui dépend directement du roi Mohammed VI. L'association intervient notamment dans la formation des imams belges dont le mandat est en cours de reconnaissance.